# Gustav Adolf Fricke
Gustav Adolf Fricke, född den 22 augusti 1822 i Leipzig, död där den 30 mars 1908, var en tysk teolog.
Fricke, som blev professor i Kiel 1851 och i nytestamentlig exeges i Leipzig 1867, 1890 domherre i högstiftet Meissen, var ordförande i Gustav Adolfs-föreningens centralstyrelse i Leipzig och inlade stora förtjänster om föreningen. Han var dess ombud vid den till minne av Gustav II Adolfs födelse firade 300-årsfesten i Stockholm den 9 december 1894 och predikade då där i Tyska kyrkan. 
Fricke utgav bland annat Lehrbuch der Kirchengeschichte (1850, över de åtta första århundradena), Metaphysik und Dogmatik (1882), Aus der Feldzug 1866 (brev och predikningar, 1891), Ist Gott persönlich? (1896) och predikosamlingen Gottesgrüsse (2 band, 1883-86).